# ヴリシャパルヴァン
ヴリシャパルヴァン（Vrishparva）は、インド神話において、ダーナヴァ族の王である。ヴリシャパルヴァンは聖仙シュクラの助力の元、インドラと何度も戦った。また、ブリハスパティの息子であるカチャを何度も殺害しようと試みている。
ヴリシャパルヴァンの娘であるシャルミシュターは、全アスラのグル（導師）であるシュクラの娘デーヴァヤーニーの友である。デーヴァヤーニーがヤヤーティ王と結婚した際には、シャルミシュターは持参金として王に与えられた。ヤヤーティ王とデーヴァヤーニーとの息子が、ヤドゥ、トゥルヴァス、シャルミシュターとの息子がドルヒユ、アヌ、プルである。